# Cornwall College
Il Cornwall College Group (TCCG; in cornico: Kollji Kernow) è un istituto per la formazione ulteriore situato in otto siti in Cornovaglia e Devon, in Inghilterra, nel Regno Unito, con sede a Saint Austell.

## Campus
Esistono otto campus all'interno del gruppo del Cornwall College, a Camborne, Newquay, Saltash, Saint Austell, Duchy College, Rosewarne e Stoke Climsland, Bicton College e Falmouth Marine School.

## Corsi formativi
Offre oltre 2.000 qualifiche tecniche e professionali, insieme al certificato generale di istruzione secondaria e all'accesso all'istruzione superiore.
I corsi offerti riguardano l'Arte, i Media e le Arti dello spettacolo; il Business, Gestione e Diritto; Ristorazione e Ospitalità; Edilizia; Conservazione, Zoologia e comportamento animale; Nei primi anni; Ingegneria; Bellezza e benessere; Tecnologia dell'informazione e della comunicazione; Veicoli a motore; apprendimento base di Inglese e Matematica; Servizi pubblici; Scienza; Assistenza sociale e salute; Sport, fitness e attività all'aperto; Viaggi e turismo; e la School of Education and Professional Development.